# Bośnia i Hercegowina na Letnich Igrzyskach Olimpijskich 2004
Bośnię i Hercegowinę na Letnich Igrzyskach Olimpijskich 2004 reprezentowało 9 zawodników, 7 mężczyzn i 2 kobiety.

## Skład kadry

### Judo

#### Mężczyźni
| Zawodnik   | Konkurencja    | 1/32 finału          | 1/16 finału      | 1/8 finału       | Ćwierćfinały     | Półfinały        | Repasaże o brązowy medal | Repasaże o brązowy medal | Repasaże o brązowy medal | Repasaże o brązowy medal | Finał            | Pozycja          | Źródło |
| Zawodnik   | Konkurencja    | 1/32 finału          | 1/16 finału      | 1/8 finału       | Ćwierćfinały     | Półfinały        | Runda 1.                 | Runda 2.                 | Runda 3.                 | O brąz                   | Finał            | Pozycja          | Źródło |
| Zawodnik   | Konkurencja    | Przeciwnik Wynik     | Przeciwnik Wynik | Przeciwnik Wynik | Przeciwnik Wynik | Przeciwnik Wynik | Przeciwnik Wynik         | Przeciwnik Wynik         | Przeciwnik Wynik         | Przeciwnik Wynik         | Przeciwnik Wynik | Pozycja          | Źródło |
| ---------- | -------------- | -------------------- | ---------------- | ---------------- | ---------------- | ---------------- | ------------------------ | ------------------------ | ------------------------ | ------------------------ | ---------------- | ---------------- | ------ |
| Amel Mekić | Waga do 100 kg | K. Inoue P 0000-1010 | NQ               | NQ               | NQ               | NQ               | NQ                       | NQ                       | NQ                       | NQ                       | NQ               | Nieklasyfikowany | [ 1 ]  |

### Kajakarstwo

#### Kajakarstwo górskie

##### Mężczyźni
| Zawodnik        | Konkurencja | Eliminacje | Eliminacje | Eliminacje | Eliminacje | Eliminacje   | Eliminacje | Półfinał | Półfinał | Półfinał | Finał | Finał | Finał | Finał | Finał | Finał   | Źródło |
| Zawodnik        | Konkurencja | 1          | 1          | 2          | 2          | Czas końcowy | Pozycja    | Czas     | Kara     | Punkty   | 1     | 1     | 2     | 2     | Suma  | Pozycja | Źródło |
| Zawodnik        | Konkurencja | Czas       | Kara       | Czas       | Kara       | Czas końcowy | Pozycja    | Czas     | Kara     | Punkty   | Czas  | Kara  | Czas  | Kara  | Suma  | Pozycja | Źródło |
| --------------- | ----------- | ---------- | ---------- | ---------- | ---------- | ------------ | ---------- | -------- | -------- | -------- | ----- | ----- | ----- | ----- | ----- | ------- | ------ |
| Emir Sarganović | K-1         | 111.26     | 4 s        | 105.04     | 4 s        | 216.30       | 23.        | NQ       | NQ       | NQ       | NQ    | NQ    | NQ    | NQ    | NQ    | NQ      | [ 2 ]  |

### Lekkoatletyka

#### Konkurencje biegowe

##### Kobiety
| Zawodnik       | Konkurencja | Eliminacje | Eliminacje | Półfinały | Półfinały | Finał | Finał   | Źródło |
| Zawodnik       | Konkurencja | Czas       | Pozycja    | Czas      | Pozycja   | Czas  | Pozycja | Źródło |
| -------------- | ----------- | ---------- | ---------- | --------- | --------- | ----- | ------- | ------ |
| Jasminka Guber | 1500 m      | 4:35.31    | 14.        | NQ        | NQ        | NQ    | NQ      | [ 3 ]  |

##### Mężczyźni
| Zawodnik         | Konkurencja | Eliminacje | Eliminacje | Półfinały | Półfinały | Finał | Finał   | Źródło |
| Zawodnik         | Konkurencja | Czas       | Pozycja    | Czas      | Pozycja   | Czas  | Pozycja | Źródło |
| ---------------- | ----------- | ---------- | ---------- | --------- | --------- | ----- | ------- | ------ |
| Jasmin Salihović | 800 m       | 1:49.59    | 7.         | NQ        | NQ        | NQ    | NQ      | [ 4 ]  |

### Pływanie

#### Mężczyźni
| Zawodnik     | Konkurencja           | Eliminacje | Eliminacje | Półfinały | Półfinały | Finał | Finał   | Pozycja | Źródło |
| Zawodnik     | Konkurencja           | Czas       | Pozycja    | Czas      | Pozycja   | Czas  | Pozycja | Pozycja | Źródło |
| ------------ | --------------------- | ---------- | ---------- | --------- | --------- | ----- | ------- | ------- | ------ |
| Željko Panić | 100 m stylem dowolnym | 52.75      | 3.         | NQ        | NQ        | NQ    | NQ      | 55.     | [ 5 ]  |

### Strzelectwo

#### Mężczyźni
| Zawodnik       | Konkurencja                          | Eliminacje | Eliminacje | Finał | Suma     | Pozycja | Źródło |
| Zawodnik       | Konkurencja                          | Wynik      | Pozycja    | Wynik | Suma     | Pozycja | Źródło |
| -------------- | ------------------------------------ | ---------- | ---------- | ----- | -------- | ------- | ------ |
| Nedžad Fazlija | Karabin pneumatyczny 10 m            | 587 pkt    | 35.        | NQ    | 587 pkt  | 35.     | [ 6 ]  |
| Nedžad Fazlija | Karabin małokalibrowy 3 postawy 50 m | 1144 pkt   | 33.        | NQ    | 1144 pkt | 33.     | [ 7 ]  |
| Nedžad Fazlija | Karabin małokalibrowy leżąc 50 m     | 585 pkt    | 44.        | NQ    | 585 pkt  | 44.     | [ 8 ]  |

### Taekwondo

#### Mężczyźni
| Zawodnik   | Konkurencja        | 1/8 finału       | Ćwierćfinały     | Półfinały        | Repasaże o brązowy medal | Repasaże o brązowy medal | Repasaże o brązowy medal | Finał            | Pozycja | Źródło |
| Zawodnik   | Konkurencja        | 1/8 finału       | Ćwierćfinały     | Półfinały        | Runda 1.                 | Runda 2.                 | O brąz                   | Finał            | Pozycja | Źródło |
| Zawodnik   | Konkurencja        | Przeciwnik Wynik | Przeciwnik Wynik | Przeciwnik Wynik | Przeciwnik Wynik         | Przeciwnik Wynik         | Przeciwnik Wynik         | Przeciwnik Wynik | Pozycja | Źródło |
| ---------- | ------------------ | ---------------- | ---------------- | ---------------- | ------------------------ | ------------------------ | ------------------------ | ---------------- | ------- | ------ |
| Amel Mekić | Waga powyżej 80 kg | J. García P 2-13 | NQ               | NQ               | NQ                       | NQ                       | NQ                       | NQ               | 11-16.  | [ 9 ]  |

### Tenis stołowy

#### Mężczyźni
| Zawodnik   | Konkurencja | 1/64 finału                                                 | 1/32 finału                                         | 1/32 finału      | 1/16 finału      | 1/8 finału       | Ćwierćfinały     | Półfinały        | O brąz           | Finał            | Pozycja | Źródło |
| Zawodnik   | Konkurencja | Przeciwnik Wynik                                            | Przeciwnik Wynik                                    | Przeciwnik Wynik | Przeciwnik Wynik | Przeciwnik Wynik | Przeciwnik Wynik | Przeciwnik Wynik | Przeciwnik Wynik | Przeciwnik Wynik | Pozycja | Źródło |
| ---------- | ----------- | ----------------------------------------------------------- | --------------------------------------------------- | ---------------- | ---------------- | ---------------- | ---------------- | ---------------- | ---------------- | ---------------- | ------- | ------ |
| Amel Mekić | Singiel     | Russel Lavale W 4:2 (10:12, 11:9, 11:4, 9:11, 18:16, 13:11) | Zoran Primorac P 1:4 (11:8, 6:11, 7:11, 8:11, 8:11) | NQ               | NQ               | NQ               | NQ               | NQ               | NQ               | NQ               | 33-48.  | [ 10 ] |

### Tenis ziemny

#### Kobiety
| Zawodnik             | Konkurencja    | 1/32 finału                    | 1/16 finału      | 1/8 finału       | Ćwierćfinały     | Półfinały        | Finał            | Pozycja | Źródło |
| Zawodnik             | Konkurencja    | Przeciwnik Wynik               | Przeciwnik Wynik | Przeciwnik Wynik | Przeciwnik Wynik | Przeciwnik Wynik | Przeciwnik Wynik | Pozycja | Źródło |
| -------------------- | -------------- | ------------------------------ | ---------------- | ---------------- | ---------------- | ---------------- | ---------------- | ------- | ------ |
| Mervana Jugić-Salkić | Gra pojedyncza | M. E. Camerin P 0:2 (4:6, 3:6) | NQ               | NQ               | NQ               | NQ               | NQ               | 33-64.  | [ 11 ] |